# شاهزاده کازوراوارا
شاهزاده کازوراواراشینو (به ژاپنی: 葛原親王); ۱ دسامبر ۷۸۶ – ۱۳ ژوئیهٔ ۸۵۳) سومین پسر امپراتور کانمو در اوایل دوره هی‌آن در ژاپن بود. وی سر خاندان یکی از چهار شاخه خاندان تایرا بنام «کانموتایرا» بود.
در سال ۸۰۶ میلادی پس از بر تخت نشستن امپراتور هی‌زی وی وزیر خزانه‌داری ژاپن شد.